# مانويل أوجارت (لاعب كرة قدم)
مانويل أوجارتي ريبيرو ((بالإسبانية: Manuel Ugarte Ribeiro)‏؛ مواليد 11 أبريل 2001) هو لاعب كرة قدم أوروغواياني يلعب مع نادي مانشستر يونايتد في الدوري الإنجليزي و‌منتخب الأوروغواي لكرة القدم في مركز الوسط.

## وصلات خارجية
- مانويل أوجارت على موقع الاتحاد الأوربي (الإنجليزية)
- مانويل أوجارت على موقع إي إس بي إن إف سي (الإنجليزية)
- مانويل أوجارت على موقع قاعدة بيانات كرة القدم.إي يو (الإنجليزية)
- مانويل أوجارت على موقع بيانات كرة القدم. دي إي (الألمانية)
- مانويل أوجارت على موقع ليكيب (الفرنسية)
- مانويل أوجارت على موقع ناشيونال فوتبول تيمز (الإنجليزية)
- مانويل أوجارت على موقع Soccerbase.com (لاعب) (الإنجليزية)
- مانويل أوجارت على موقع Soccerway.com (الإنجليزية)
- مانويل أوجارت على موقع عالم كرة القدم.نت (الإنجليزية)
- مانويل أوجارت على موقع AS.com (الإسبانية)